# Malthonica vomeroi
Malthonica vomeroi is een spinnensoort in de taxonomische indeling van de trechterspinnen (Agelenidae).
Het dier behoort tot het geslacht Malthonica. De wetenschappelijke naam van de soort werd voor het eerst geldig gepubliceerd in 1977 door Paolo Marcello Brignoli.